# Емпијем
Емпијем  јесте колекција или накупина гноја унутар природне постојеће анатомске шупљине (на пример, емпијем плућне марамице или емпијем плеуралне шупљине).  Може да уследи као компликација неке заразне болести плућа, на пример, пнеумоније или абдоминалне инфекције која се шири на грудни кош. Посебних симптома нема, а дијагноза зависи од прегледа узорка течности који се иглом и шприцем вади из плеуралне шупљине.
Емпијем је постао реткост након увођења антибиотика и јавља се код већине људи као компликација основне болести. Лечење и могућност потпуног опоравка зависе од природе основне болести.

## Епидемиологија
Због повезаности између пнеумоније и емпијема, пацијенти са повећаним ризиком од упале плућа такође ће бити под већим ризиком од емпијема. 
Као фактори ризика који су идентификовани као јединствени за развој емпијема спадају:
- шећерна болест
- интравенска злоупотреба дрога,
- имуносупресија,
- рефлукс желудачне киселине,
- злоупотреба алкохола.

## Патофизиологија
Развој емпијема може се описати низом догађаја. Током инфламаторног процеса  долази до повећања производње течности,  познатој као фаза ексудата. Како болест напредује, микроорганизми, обично бактерије, могу колонизирати течност и створити емпијем. Ову течност карактерише повишена лактат дехидрогеназа, протеини, неутрофили и мртве ћелије. Макроскопски је то густа непрозирна течност која се налази у фибринопурулентном стадијуму. Након престанка инфекције и као последица упале, долази до процеса фиброзе који може довести до рестрикције (нпр. плућног паренхима). Одговарајућа и рана интервенција је од виталног значаја за смањење компликација и смртности.

## Врсте
Емпијем плеуралне шупљине је облик пиоторакса у којем густи гној испуњава плеуралну шупљину. Обично је изазвана ширењем инфекције из плућа, која потом притиска на плућа. Пнеумонија , апсцес плућа, торакална хирургија и траума су најчешћи узроци емпијема плеуралне шупљине. Торакоцентеза у ретким случајевима може довести до емпијема. 
Емпијем жучне кесе је стање у којем густ гној испуњава жучну кесу.
Акутно запаљење црвуљка јест неки од облика емпијем, међутим, након пуцања црвауљка може да се формирати периапендикуларни апсцес.
Субдурални емпијем јесте важна форма ендокранијалне пиогене (гнојне) инфекције која се јавља у 15-20% свих жаришних инфекција у овом простору. Гнојни процес се одвија између тврде и паучинасте можданице.
Пиометра или пиометритис је инфекција материце која је слићна акутном запаљењу црвуљка, јер су оба случаја у суштини то емпијеми унутар трбушних органа.

## Диференцијална дијагноза
Емпијем се мора разликовати од апсцеса, који је колекција или накупина гноја у новоформираној шупљини.

## Терапија
Основни терапеутски принцип  „ubi pus evacua“ се није променио од времена Целза. Стога, евакуација гнојне акумулације унутар захваћеног простор са потпуном ерадикацијом инфективног агенса и облитерацијом кавума, у раној фази развоја болести, представља примарни циљ лечења.
Оптимални метод лечења емпијем плеуре треба прилагодити стадијуму развоја болести, као и опште стање пацијента.
Прегледом доступне литературе долази се до закључка да лечење емпијема захтева пуну сарадњу пацијента, уз коришћење медицинског знања и искуства лекара, како би се постигао излечење, што је изазов за лекара.